# Barbarano Vicentino
Barbarano Vicentino (Barbaràn /barba'raŋ/ in veneto) è il capoluogo comunale del comune di Barbarano Mossano nella provincia di Vicenza in Veneto, situato ai piedi dei Colli Berici.
Fino al 16 febbraio 2018 ha costituito un comune autonomo, che al momento della sua soppressione contava 4 589 abitanti

## Origini del nome
L'origine del nome Barbarano è incerta. Se attribuibile all'epoca romana potrebbe originare dal nome proprio Barbius di un appartenente a famiglia romana stabilitasi nel territorio; il suffisso –anus indicherebbe l'attribuzione prediale, cioè un "fondo della famiglia di Barbius".
Il nome proprio potrebbe anche essere stato composto in epoca longobarda, con la fusione della radice bard e il latino barbarus.
Quanto al canale Bisatto, una prima interpretazione deriva dal suo corso, che dopo l'antico porto di Albettone si faceva tortuoso; un'altra interpretazione potrebbe provenire dall'abbondanza, nei secoli passati, di anguille nelle sue acque.

## Storia

### Epoca antica
Le evidenze architettoniche e i reperti fittili e ceramici rinvenuti nei terreni ai piedi dei colli e nel territorio pianeggiante di Barbarano attestano la presenza romana in età imperiale.

### Medioevo
Il più antico documento che riguarda Barbarano attesta che Ugo di Provenza e suo figlio Lotario di Arles - nel periodo in cui erano associati come re d'Italia e quindi tra il 931 e il 941 - donarono al vescovo di Vicenza una vasta curtis, coincidente con l'antica circoscrizione della pieve di Santa Maria Assunta. La donazione venne ratificata con vari diplomi imperiali di Ottone III nel 1000, di Enrico II nel 1008, di Corrado II nel 1026, di Enrico IV nel 1084, di Federico I nel 1158, di Ottone IV nel 1210 e di Federico II nel 1220.
Al centro della curtis vi era il castello. La tradizione che vuole Barbarano dotata di un forte castello già nel secolo VIII, durante la dominazione longobarda, alla luce delle attuali conoscenze non è confermabile.
Molto probabilmente i vescovi di Vicenza si trasferivano in questa sede per qualche periodo dell'anno; parecchi dei loro atti d'investitura, infatti, sono redatti in castro Barbarani.
Tra i tanti, è particolarmente interessante un atto, datato 2 maggio 1266, dal quale risulta che nel corso di una Vicinia (assemblee generali dei capi-famiglia alle quali spettava la nomina dei vari ufficiali dell'amministrazione) di uomini di Barbarano, Mossano e Villaga il vescovo Bartolomeo da Breganze aveva così esordito: «Noi, padre Bartolomeo per misericordia divina vescovo di Vicenza, re, duca, conte e marchese di Barbarano e delle sue pertinenze …»; tutti questi titoli che si attribuiva non erano titoli araldici, bensì un'espressione per affermare che egli rivendicava su Barbarano i diritti propri di un re, di un duca, di un conte e di un marchese, ossia una totale giurisdizione.
Barbarano continuò ad essere feudo vescovile per tutto il XIII secolo, tranne per il periodo in cui fu sottoposta al dominio di Ezzelino III da Romano che, dopo aver conquistato Vicenza, estese a mano a mano il suo dominio fino a Barbarano che venne sottomessa nel 1242. Non è noto se l'occupazione sia avvenuta in modo cruento e se con l'occasione il castello abbia subito danni; è però certo che esso non fu distrutto, tant'è vero che fu al centro di aspre contese nel 1311 durante le lotte tra vicentini e padovani. L'inizio della sua rovina è molto probabilmente da ascrivere ai fatti di tale epoca; come ricorda il Pagliarino nelle sue Croniche: «i Padovani, sperando di espugnare questo castello, consumarono molti giorni indarno».
Il Regestum dei beni del Comune di Vicenza del 1262 - quando, dopo la morte di Ezzelino, venne fatta una ricognizione dei beni appartenenti al Comune - chiarisce cosa comprendeva la “curtis” di Barbarano: esso comprendeva oltre a quello che nel XIX secolo diverrà il Comune di Barbarano, anche le regole di Villaga e Mossano, mentre ne erano esclusi i territori di Toara e Montegnago (Belvedere), luoghi in cui più tardi avrebbero governato i conti Barbaran. Dal Regesto e dagli statuti di Vicenza del 1264, Barbarano risulta facente parte del “Quarterio de Domo”.
Nel 1312 tutto il territorio vicentino passò sotto la signoria degli Scaligeri. Trent'anni dopo essi lo organizzarono sotto gli aspetti amministrativo e fiscale in Vicariati civili; Barbarano fu posto a capo di uno dei più vasti, comprendente Toara, Villaga, Costozza, Longare, Castegnero, Zovencedo, Mossano, Nanto, Albettone.

### Epoca moderna e contemporanea
Dal 1940 al 1948 al comune di Barbarano furono aggregati i vicini comuni di Mossano e Villaga.

### Simboli
Lo stemma di Barbarano Vicentino era stato riconosciuto con decreto del capo del governo del 9 febbraio 1935 e si blasonava:
Il gonfalone era un drappo di azzurro.

#### Chiesa arcipretale di Santa Maria Assunta

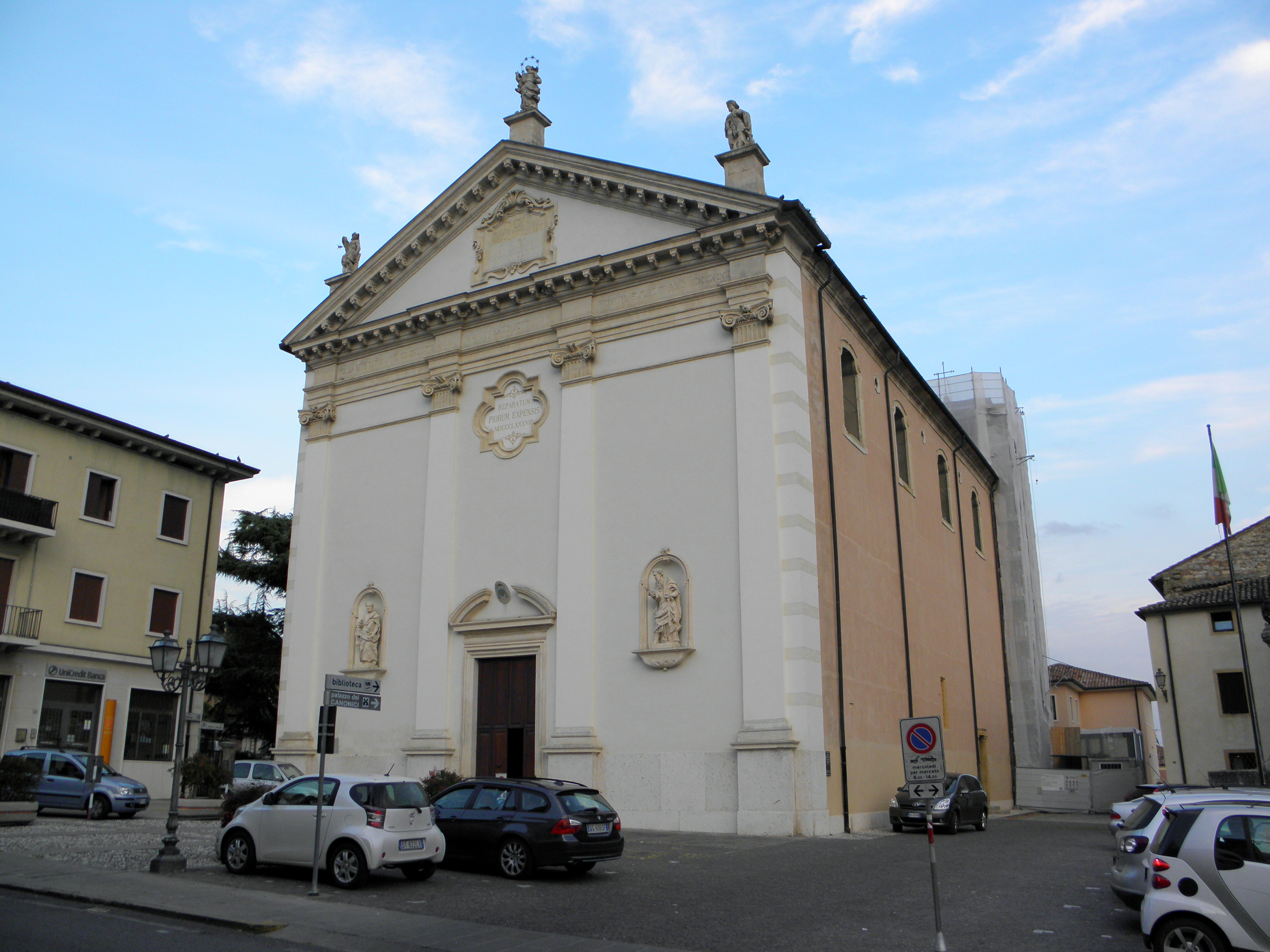
Chiesa arcipretale di Santa Maria Assunta

## Monumenti e luoghi d'interesse

### Architetture religiose

#### Oratorio di San Gaetano
L'oratorio settecentesco, dedicato a san Gaetano Thiene, è annesso alla villa Godi Marinoni.
La facciata presenta sul timpano tre statue acroteriali.

#### Chiesa di San Giovanni in Monte

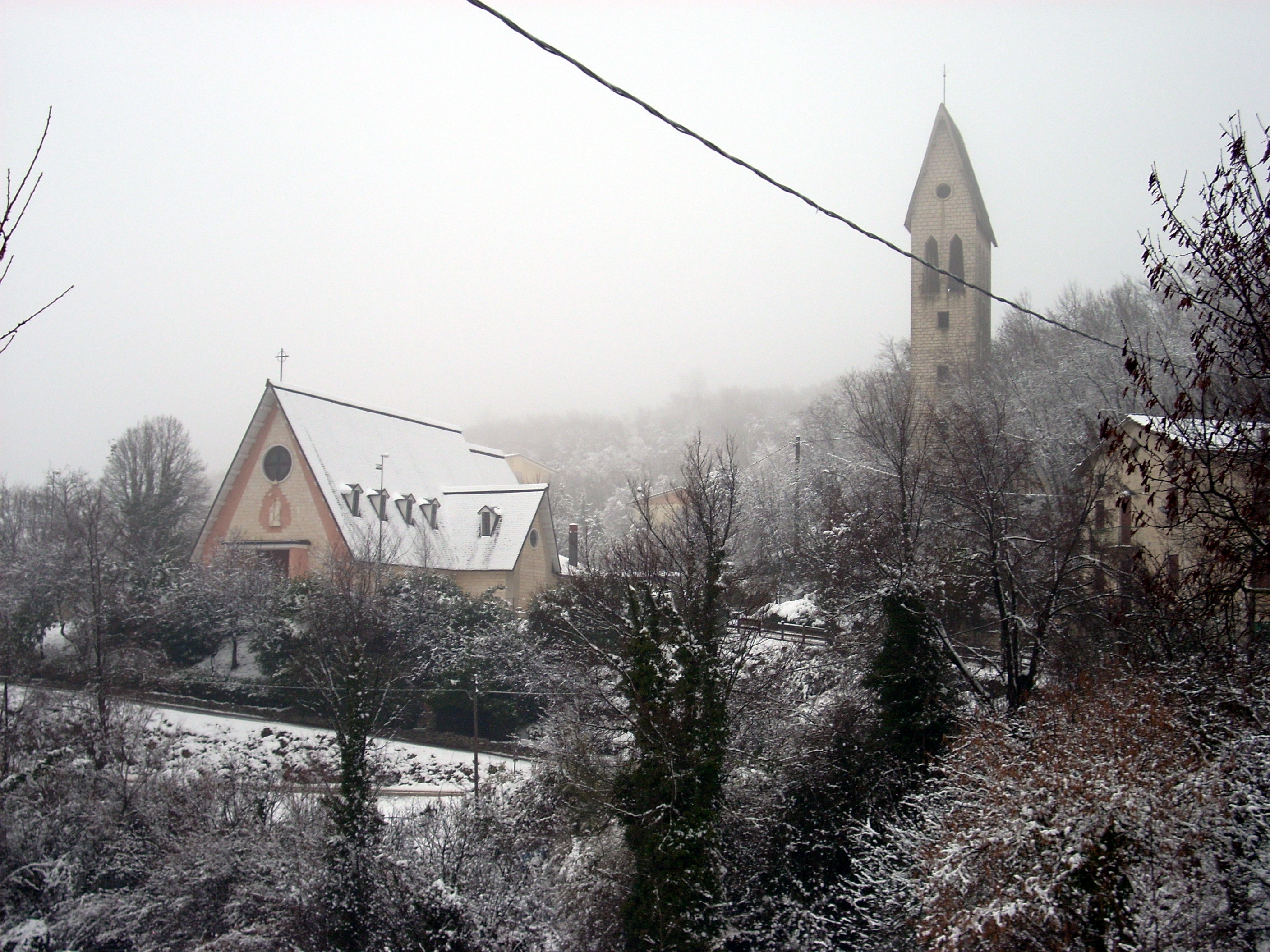
Chiesa di San Giovanni in Monte.

Esistono diverse ipotesi riguardo all'origine di questa chiesa, posta al centro dell'omonima frazione: secondo una di queste la chiesa e il monastero che esisteva nelle immediate adiacenze erano stati la sede dell'ordine dei cavalieri del Tempio, secondo un'altra il complesso era in origine un monastero fondato dalla famiglia Barbarano. Di certo nel 1459, accanto alla chiesa di San Giovanni - esistente almeno dal 1306 - Cosma Barbarano fece costruire un monastero che fu sede dei carmelitani fino alla fine del Seicento.
Lì vicino è stata costruita la nuova parrocchiale di San Giovanni in Monte, che contiene molti reperti dell'antico complesso.

#### Chiesa e convento di San Pancrazio

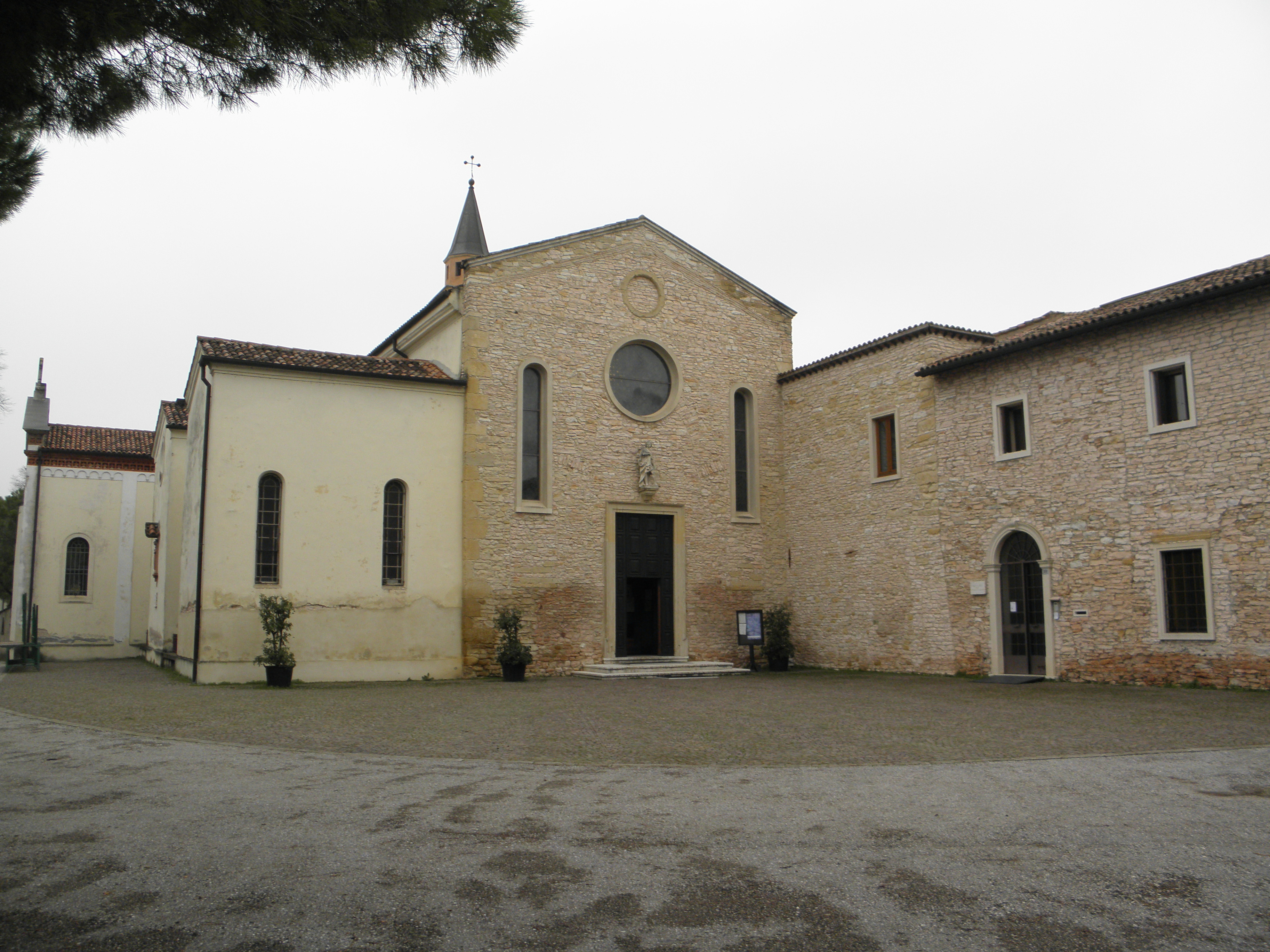
Chiesa e convento di San Pancrazio

La chiesa e il convento dedicati a Pancrazio, cavaliere romano martirizzato nel 304, sorgono sul promontorio che avvolge da levante Barbarano. Nel Seicento iniziarono interventi di rifacimento, che proseguirono fino alla prima metà del XX secolo.

Nel 1768 il convento venne soppresso dalla Repubblica di Venezia; riaperto nel 1834, vide il ritorno dei frati che, con l'aiuto della popolazione, operarono un restauro e lavori di ampliamento.

### Architetture civili

#### Palazzo dei Canonici

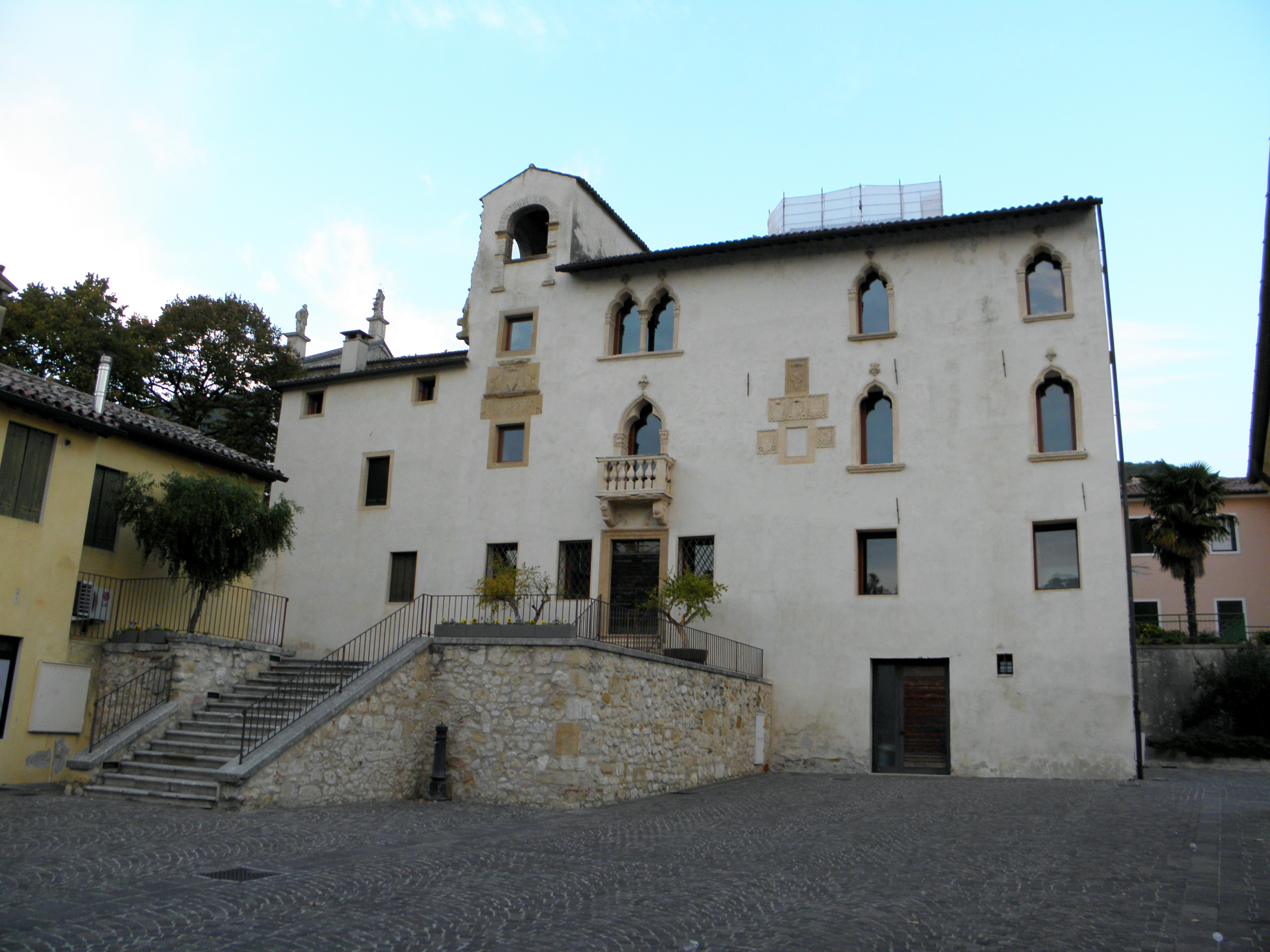
Il Palazzo dei Canonici

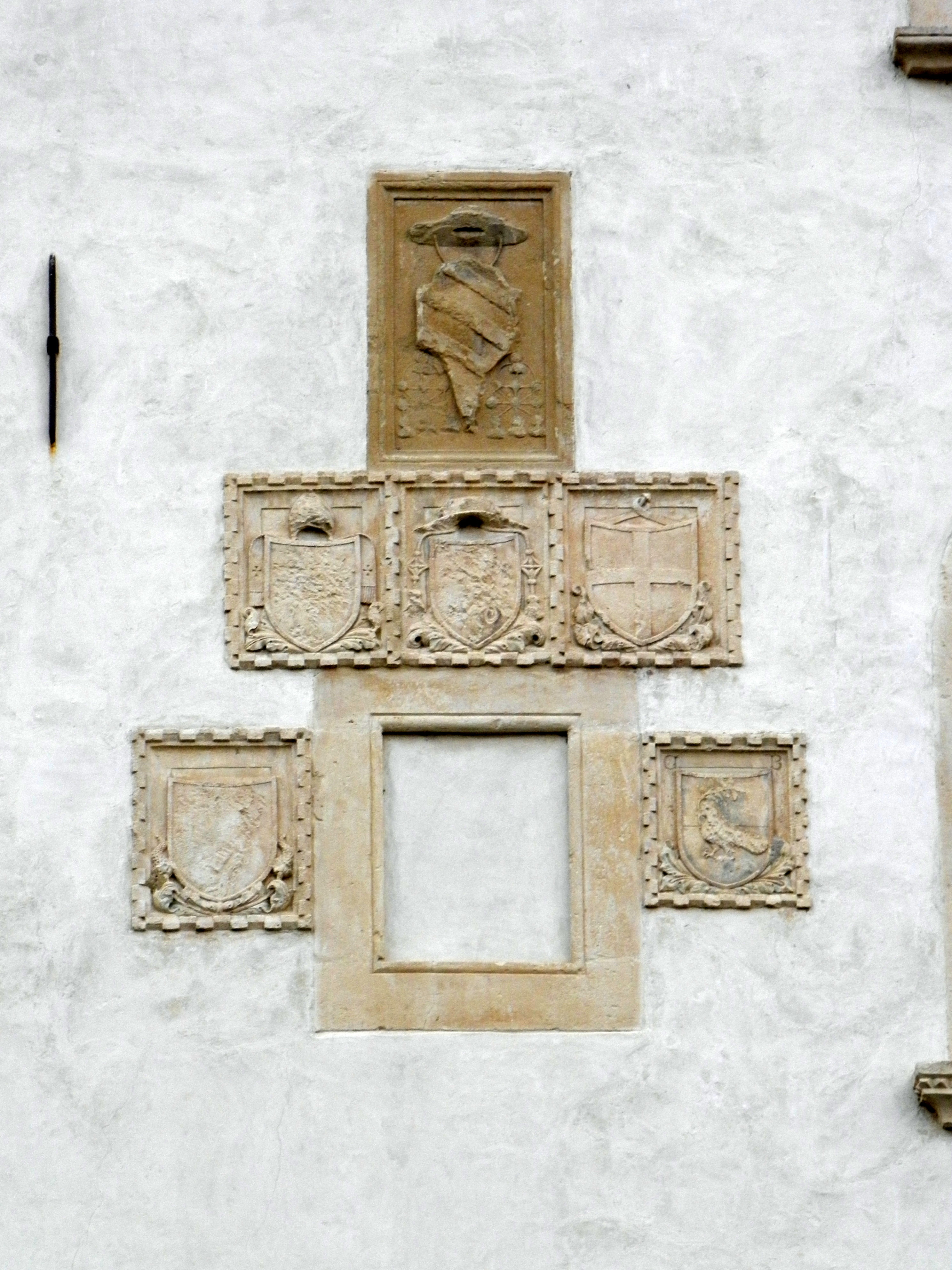
Stemmi araldici sulla facciata

Un documento del 1187 - in cui si nomina un edificio appartenente al Capitolo dei canonici di Barbarano - e una perizia tecnica ivi eseguita fanno supporre che il palazzo dei Canonici - in stile gotico, in tenera pietra di Nanto dalle calde tonalità giallastre - sia stato costruito nel XV secolo utilizzando una più antica struttura che inglobava una fortificazione medievale.
Con il tempo l'edificio cadde in rovina, fino al 1530. L'edificio divenne poi dimora di altri nobili arcipreti che lasciarono traccia della loro presenza.

#### Villa Godi Marinoni
Sorge sul colle che sovrasta da sud il centro di Barbarano e lo separa da Villaga. Secondo la tradizione e diversi documenti si può ipotizzare che, nel luogo dove sorge la villa, vi fossero consistenti preesistenze medievali, tra cui il castello dei vescovi di Vicenza fino all'inizio del XIV secolo.

#### Villa Carampin
La proprietà sorge - come villa Godi Marinoni - nell'area che in periodo medievale era probabilmente occupata dal castello, ipotesi testimoniata dalle tracce di strutture fortilizie presenti nei sotterranei, ora adibiti a cantine.

#### Villa De Vecchi
Nel corso del tempo subì diversi passaggi di proprietà, finché pervenne alla famiglia De Vecchi, attuale proprietaria.

#### Villa Pozza e Oratorio dei Santi Valentino e Francesco
L'oratorio dedicato ai Santi Francesco e Valentino fu fatto costruire dal primo proprietario conosciuto, Angelo Piccoli, all'inizio del Settecento.

#### Ville in località Ponte di Barbarano
- Villa Sangiantofetti Pedrina Rigon e Oratorio del Santissimo Redentore
- Villa Testa Sinigaglia e Oratorio dei Santi Cristoforo e Antonio da Padova
- Villa Meggiolaro
- Villa Bogoni
- Villa Traverso Pedrina
- Villa Ghiotto

### Altro

#### Castello e antico borgo
Del castello di Barbarano è scomparsa da tempo ogni traccia ed è anche difficile individuare il luogo esatto in cui sorgeva. Un testamento del 1424 dice che sulle rovine di esso venne costruita, forse nella seconda metà del secolo XIV, quella che viene nominata la ecclesia S. Caterine castri Barbarani, chiesa di cui, però, è scomparsa qualsiasi traccia.
Secondo la tradizione, l'area del castello dovrebbe coincidere con quella occupata dalla villa Godi Marinoni i cui muri perimetrali, specie a sud, risultano particolarmente spessi e inglobanti antiche strutture. Con tale tradizione sembra armonizzare un documento del 1264 in cui si parla «de uno sedimine cum domo supra cupata et orto et broylo et curie posito in villa Barbarani, in contracta diete plebis sub castro». Un atto pubblico del 20 febbraio 1491 risulta redatto «in villa Barbarani, in domo nob. viri Montani q. nob. et egregii viri Christofori de Barbarano posita in contracta burgi» e il borgo si trovava certamente ai piedi del castello.
La pieve e la domus episcopati si trovavano in «Sottocastello», mentre sull'area dell'antico castello si trovava nel 1486 (ma quasi certamente anche prima) la domus comunis.

#### Fontana di piazza Roma
La fontana ricorda un modello di epoca tardoromanica, di fontana a una o più vasche, in cui l'acqua cadeva da un elemento assiale sopraelevato. La fontana di piazza Roma è costituita da un bacino ovale in pietra - il cui diametro maggiore è di circa due metri - e da una colonna sagomata in cemento che sorregge la vasca superiore, quest'ultima probabilmente del XVIII secolo.

Incerti sono l'autore e l'epoca di costruzione. La tradizione locale vuole che la fontana sia opera di Giovanni da Pedemuro (o da Porlezza). Considerazioni di carattere stilistico inducono a datare la costruzione della vasca verso la fine del XV o l'inizio del XVI secolo. La faccia della vera rivolta a est, di fronte alla Chiesa, conserva la traccia di un cartiglio o di uno stemma ormai illeggibile; la fontana è stata restaurata nell'estate del 2008.

Territorio dell'ex comune di Barbarano Vicentino all'interno della provincia di Vicenza

## Società

### Evoluzione demografica
Abitanti censiti; per gli ultimi censimenti si evidenzia in blu la popolazione residente nel centro abitato di Barbarano Vicentino, in verde quella residente nei vecchi confini comunali.

## Cultura
A Barbarano vi sono un asilo nido, due scuole dell'infanzia, due scuole primarie e una scuola secondaria di secondo grado; è anche presente la biblioteca comunale.

## Sport
Barbarano Vicentino è dotato di:
- un campo di calcio con annessa pista di atletica (via IV Novembre);
- un campo da tennis (via IV Novembre);
- un campo da calcetto (via IV Novembre);
- un campo da pallavolo e da basket (via IV Novembre);
- una palestra comunale (via Giovanni XXIII).